# George Arthur Durlam
George Arthur Durlam, parfois crédité G. A. Durlam ou Arthur George Durlam ou Arthur Durlam, est un scénariste et un producteur de cinéma américain né le 12 mars 1895 à New York (État de New York) et mort le 25 novembre 1952 à Los Angeles (Californie).

## Filmographie (sélection)

### Comme scénariste
- 1930 : Under Texas Skies (en) de J. P. McGowan
- 1930 : Code of Honor (en) de J. P. McGowan
- 1930 : Beyond the Law de J. P. McGowan
- 1930 : The Lonesome Trail (en) de Bruce M. Mitchell
- 1931 : Amour et Devoir (In Line of Duty) de Bert Glennon
- 1931 : Seul contre tous (Two Fisted Justice)
- 1931 : Oklahoma Jim de Harry L. Fraser
- 1931 : Near the Trail's End (en) de Wallace Fox
- 1931 : The Man from Death Valley de Lloyd Nosler
- 1931 : The Montana Kid  de Harry L. Fraser
- 1931 : Partners of the Trail de Wallace Fox
- 1931 : Riders of the North (en) de J. P. McGowan
- 1932 : South of Santa Fe (en) de Bert Glennon
- 1932 : Ghost City (en) de Harry L. Fraser
- 1934 : Paradise Valley (en) de James Patrick Hogan

### Comme réalisateur
- 1931 : Seul contre tous (Two Fisted Justice)

### Comme producteur
- 1930 : Under Texas Skies (en) de J. P. McGowan
- 1930 : Beyond the Law de J. P. McGowan
- 1930 : The Lonesome Trail (en) de Bruce M. Mitchell
- 1931 : The Ridin' Kid (en) de Jack Irwin
- 1931 : Riders of the North (en) de J. P. McGowan